# Öretjärnen (Marby socken, Jämtland)
Öretjärnen är en sjö i Åre kommun i Jämtland och ingår i Indalsälvens huvudavrinningsområde.